# Пороховский, Анатолий Александрович
Анато́лий Алекса́ндрович Порохо́вский (род. 2 ноября 1943) — советский и российский экономист. Доктор экономических наук (1986), профессор (1988), заслуженный профессор МГУ (2005), зав. кафедрой политической экономии экономического факультета МГУ (1997—2022). Заслуженный деятель науки РФ (2009).

## Биография
Окончил экономический факультет МГУ (1970). С 1973 года работает на экономическом факультете МГУ, в 1986—1997 годах — совместитель, в 1997—2022 годах — заведующий кафедрой политической экономии. Председатель Научного совета МГУ по разработке современной экономической теории и модели социально-экономического развития России (2001). Научный руководитель лаборатории проблем собственности (1998). Председатель диссертационного совета. Член Ученого совета МГУ (2001). Замглавреда журнала «Вестник Московского университета. Серия 6. Экономика».
Подготовил 28 кандидата и 7 докторов наук. Автор многих научных работ.
Председатель совета директоров ПАО «ИК Русс-Инвест», избирается в состав Совета директоров с 2004 года.

## Труды
- Экономические отношения в монополистических объединениях : (На прим. пром. концернов). — М.: Изд-во МГУ, 1979. — 158 с.
- «Большой бизнес: путь к господству» (М., 1985),
- «Экономическое развитие России и мировые тенденции на рубеже веков» (1996) (в соавторстве);
- «Государство и рынок: американская модель» (1999) (в соавторстве);
- «США на рубеже веков» (2000) (в соавторстве).
- Вектор экономического развития. — М. : ТЕИС, 2002. — 303, [1] с. : табл. — ISBN 5-7218-0437-8